# Ernest Nungaray
Ernest Nungaray Arce (Anaheim, California, Estados Unidos; 7 de mayo de 1992) es un futbolista estadounidense-mexicano. Juega como mediocentro ofensivo y actualmente está sin equipo. Tiene 32 años.

## Trayectoria

### Monarcas Morelia
Nungaray llegó a las Fuerzas Básicas de Monarcas el 27 de octubre del 2007 para la 5.ª división, pasando por 4.ª, Sub-17 y Sub-20. Incluso, viajó con el primer equipo para la pretemporada de cara al Torneo Clausura 2011 en Orlando, Florida. Actualmente tiene participaciones con el primer equipo, aunque actúa con el equipo Sub-20.
Previo a su llegada al Equipo, participó en el proyecto CHANCE que trabaja en la detección y proyección de talentos y por el cual han pasado jugadores que hoy militan en equipos de fuerzas básicas de distintos equipos.

### Neza F. C.
El llega a Neza en el 2011, en el Clausura 2013 se corona Campeón, al vencer a Necaxa. Buscó el ascenso con su equipo, pero pierden en penales ante La Piedad, y debido a la venta de Neza al Grupo Delfines, el regresará a las fuerzas básicas de Monarcas.

### Correcaminos de la UAT
De forma extraña fue prestado por Monarcas al equipo naranja, ha jugado 225 minutos en Copa Y 10 en la de Ascenso.

### Atlético Coatzacoalcos
Llegó al Atlético Coatzacoalcos a Préstamo, donde ya ganó el Torneo Clausura 2014 de la Segunda División.

### Albinegros de Orizaba y Tiburones Rojos
El Jugador fue adquirido por la familia Fidel Kuri. por tanto jugara tanto con Veracruz, y también con su filial, Orizaba. al tener el carnet de filial. con Veracruz estuvo en la banca en el partido de la jornada 1. y ha jugado en la Copa MX. en Orizaba todavía no debuta.

## Selección nacional
Nungaray debutó con la selección de Estados Unidos en una concentración que tuvo en septiembre del 2010. Actualmente lleva 3 concentraciones con las Barras y las Estrellas. La cuarta concentración la tuvo en marzo del 2011 en el pre-mundial celebrado en Guatemala de cara a la Mundial Sub-20 de ese año en Colombia.
| Selección      | Año   |
| -------------- | ----- |
| Estados Unidos | 2010- |

## Clubes
| Club                   | País   | Año       |
| ---------------------- | ------ | --------- |
| Monarcas Morelia       | México | 2007-2011 |
| Neza F. C.             | México | 2011-2013 |
| Correcaminos de la UAT | México | 2013-2014 |
| Atlético Coatzacoalcos | México | 2014-2015 |
| Tiburones Rojos        | México | 2015      |
| Albinegros de Orizaba  | México | 2015      |
| Reynosa F. C.          | México | 2015-2016 |
| Monarcas Morelia (P)   | México | 2016-2018 |
| Sport Boys             | Perú   | 2018      |
| Ayacucho F. C.         | Perú   | 2019      |
| Carlos A. Mannucci     | Perú   | 2020      |
| Sport Boys             | Perú   | 2021      |

## Palmarés

### Campeonatos nacionales
| Título          | Club                   | País   | Año  |
| --------------- | ---------------------- | ------ | ---- |
| Torneo Clausura | Neza F. C.             | México | 2013 |
| Torneo Clausura | Atlético Coatzacoalcos | México | 2014 |